# 学校法人鎮西学院
学校法人鎮西学院（がっこうほうじんちんぜいがくいん）は、長崎県諫早市に所在する学校法人。

## 概要
学校法人鎮西学院は、1881(明治14)年、北米メソジスト教会から派遣されたC.S.ロング博士によって、長崎市東山手に創立された 加伯利英和学校(カブリーセミナリー)を母体とする学校法人。
1906(明治39)年、鎮西学院と改称し、1946(昭和21)年、諌早市へ移転し現在に至る。
キリスト教精神に基づく人格教育を理念とし、鎮西学院幼稚園・鎮西学院高等学校・鎮西学院大学を運営。

## 設置校
- 鎮西学院大学（長崎県諫早市）
- 鎮西学院高等学校（長崎県諫早市）
- 鎮西学院幼稚園（長崎県諫早市）